# Abies hidalgensis
Abies hidalgensis ist eine Pflanzenart aus der Gattung der Tannen (Abies). Sie ist im mexikanischen Bundesstaat Hidalgo endemisch.

## Beschreibung
Abies hidalgensis wächst als immergrüner Baum. Der gerade Stamm endet in einer säulenförmigen bis konischen Krone. Bei jungen Bäumen sind die Äste leicht aufwärts gerichtet. Mit zunehmendem Alter biegen sie sich abwärts. Die glatte Borke der jungen Bäume ist hellgrau gefärbt. Sie reißt bei älteren Bäumen in unregelmäßig große, dicke Platten auf und hat eine blutrote innere Rinde. Die behaarte Rinde der Zweige ist anfangs hellbraun, später graubraun gefärbt. Nach etwa fünf bis sechs Jahren verlieren die Zweige die Behaarung. Die leicht harzigen Zweige sind dicht mit 0,2 bis 0,3 Millimeter langen, gelblich braunen Haaren bedeckt.
Die leicht harzigen Knospen sind flach und werden von bis zu 15 Knospenschuppen bedeckt. Die leicht auf- oder abwärts gebogenen Nadeln werden 1 bis 6 Zentimeter lang. Ihre Spitze kann sowohl breit als auch zweigeteilt sein. Während die Nadeloberseite glänzend dunkelgrün oder matt graugrün gefärbt ist, weist die Nadelunterseite eine silbergraue Färbung auf. Die Mittelrippe sowie die Nadelränder zeigen jedoch eine grünliche Färbung. An der Nadelunterseite findet man zwei silberne Stomatabänder. Die Nadeln stehen kammförmig angeordnet an den Zweigen.
Die rund 1,2 Zentimeter langen männlichen Blütenzapfen stehen an einem rund 3 Millimeter langen Stiel. Die blassgrünen, weiblichen Blütenzapfen werden 2,5 bis 3 Zentimeter lang. Die zylindrischen Zapfen werden 6,5 bis 8 Zentimeter lang und 3,5 bis 4 Zentimeter dick. Sie stehen an einem 0,4 bis 1 Zentimeter langen Stiel, sind zur Reife hin grün gefärbt und werden von einer weißlichen Staubschicht bedeckt. Die ungefähr dreieckigen Samen weisen Harzblasen auf und haben einen hellen gelblichgrünen Flügel.

## Verbreitung und Standort
Abies hidalgensis ist nur von einer Schlucht bekannt, die etwa 4 bis 5 Kilometer nördlich des Ortes Metepec im mexikanischen Bundesstaat Hidalgo liegt. Sie wächst dort im Nebelwald in einer Höhenlage von ungefähr 2300 Metern.
Am natürlichen Standort bildet Abies hidalgensis Mischbestände mit Alnus firmifolia, Buddleja cordata, Cestrum fasciculatum, der Mexikanischen Zypresse (Cupressus lusitanica), der Kleeulme (Ptelea trifoliata), Quercus laurina, Pinus patula, Pinus pseudostrobus, Pinus teocote, Sambucus mexicana, Syngonium podophyllum sowie mit Ternstroemia pringlei.

## Systematik
Die Erstbeschreibung erfolgte 1995 durch Zsolt Debreczy, István Rácz und Guizar in Phytologia, 78. Band, Nr. 4, S. 220.

## Gefährdung und Schutz
Abies hidalgensis wird in der Roten Liste der IUCN aufgrund einer unzureichenden Datenlage in keine Gefährdungsstufe eingeteilt.